# Circello
Circello é uma comuna italiana da região da Campania, província de Benevento, com cerca de 2.673 habitantes. Estende-se por uma área de 45 km², tendo uma densidade populacional de 59 hab/km². Faz fronteira com Campolattaro, Castelpagano, Colle Sannita, Fragneto l'Abate, Morcone, Reino, Santa Croce del Sannio.
Era conhecida como Vercélio (em latim: Vercellium) durante o período romano.

## Demografia
| Variação demográfica do município entre 1861 e 2011                               |
|                                                                                   |
| Fonte: Istituto Nazionale di Statistica (ISTAT) - Elaboração gráfica da Wikipedia |